# Зони зрушення гірських порід

Зони зрушення гірських порід (рос. зоны сдвижения горных пород, англ. shear zone, rock displacement zone; нім. Gebirgsbewegungszonen f pl) — частини області зрушення гірських порід. Ці зони розрізняють за характером і ступенем деформації.

## Загальний опис
Загалом виділяють шість зон (I—VI) в умовах пологого і сім зон (I—VII) в умовах крутого залягання пластів та жил:
- І — обвалення (обрушення);
- ІІ — водопроникних тріщин та тріщин зсуву великих блоків;
- ІІІ — плавного прогину;
- IV і VI — опорного тиску відповідно над і під ціликом;
- V — розвантаження;
- VII — зсуву порід за напластуванням.

Після затухання процесу зрушення в підробленій товщі порід залишаються три зони зрушення (І, ІІ, ІІІ).

### Зона обвалення
Зона обвалення (рос. зона обрушения, англ. caving zone, нім. Bruchzone f, Firstenbruchzone f) — частина масиву гірських порід над виробленим простором, де породи переміщуються, втрачаючи свою структуру. Висота цієї зони при розробці вугільних пластів змінюється в межах (1÷1,5)m, де m — потужність пласта, що виймається.

### Зона водопроникних тріщин
Зона водопроникних тріщин (рос. зона водопроводящих трещин, англ. rock-fracture zone, нім. Zone f der wasserleitenden Spalten m pl) — частина масиву гірських порід над виробленим простором, в якій в результаті зрушення гірських порід утворюються водопроникні тріщини. Зона водопроникних тріщин обмежуються кутами обвалення за падінням, підняттям, простяганням, а висота її впливу залежить від літологічного складу масиву гірських порід та потужності пласта.

### Зона плавного прогину
Зона плавного прогину (рос. зона плавного прогиба, англ. smooth deflection zone, нім. zügige Biegungszone f) — частина зони зрушення масиву гірських порід, що поширюється за певних умов до поверхні та характеризується утворенням окремих тріщин, що не сполучаються між собою в напрямку, нормальному до напластування.

### Зона опорного тиску
Зона (область) опорного тиску (рос. зона (область) опорного давления, англ. abutment pressure zone, нім. Zone f des verstärkten Gebirgsdruck(e)s, Kämpferdruckzone f) — зона підвищеного тиску у порівнянні з тим, що існував до проведення гірничої виробки. Величина зони опорного тиску визначається розмірами виробки, глибиною її залягання, структурою та фізико-механічними властивостями порід.

### Зона вигину
Зона (область) вигину (рос. зона (область) изгиба, англ. bend zone (domain)) — частина підробленого масиву гірських порід, обмежена площинами, побудованими по кутах повних зрушень при повній підробці або по кутах максимальних осідань при неповній підробці, і площинами, побудованими по граничних кутах.